# Copa del Món de Futbol de 1970 - Grup 3
El Grup 3 de la Copa del Món de Futbol 1970, disputada a Mèxic, estava compost per quatre equips, que s'enfrontaren entre ells amb un total de 6 partits. Els dos millors classificats passaren a jugar la segona fase, els quarts de final.

## Integrants
El grup 3 està integrat per les seleccions següents:
| Brasil | Anglaterra | Romania | Txecoslovàquia |
| ------ | ---------- | ------- | -------------- |

## Classificació
| Pos | Equip          | PJ | PG | PE | PP | GF | GC | DG | Pts | Classificació           |
| --- | -------------- | -- | -- | -- | -- | -- | -- | -- | --- | ----------------------- |
| 1   | Brasil         | 3  | 3  | 0  | 0  | 8  | 3  | +5 | 6   | Avança a la segona fase |
| 2   | Anglaterra     | 3  | 2  | 0  | 1  | 2  | 1  | +1 | 4   | Avança a la segona fase |
| 3   | Romania        | 3  | 1  | 0  | 2  | 4  | 5  | −1 | 2   |                         |
| 4   | Txecoslovàquia | 3  | 0  | 0  | 3  | 2  | 7  | −5 | 0   |                         |

## Partits

### Anglaterra vs Romania
| Anglaterra | 1–0     | Romania |
| ---------- | ------- | ------- |
| Hurst 65'  | Informe |         |

### Brasil vs Txecoslovàquia
| Brasil                                       | 4–1     | Txecoslovàquia |
| -------------------------------------------- | ------- | -------------- |
| Rivelino 24' · Pelé 59' · Jairzinho 61', 83' | Informe | Petráš 11'     |

### Romania vs Txecoslovàquia
| Romania                         | 2–1     | Txecoslovàquia |
| ------------------------------- | ------- | -------------- |
| Neagu 52' · Dumitrache 75' (p.) | Informe | Petráš 5'      |

### Brasil vs Anglaterra
| Brasil        | 1–0     | Anglaterra |
| ------------- | ------- | ---------- |
| Jairzinho 59' | Informe |            |

### Brasil vs Romania
| Brasil                        | 3–2     | Romania                          |
| ----------------------------- | ------- | -------------------------------- |
| Pelé 19', 67' · Jairzinho 22' | Informe | Dumitrache 34' · Dembrovschi 84' |

### Anglaterra vs Txecoslovàquia
| Anglaterra      | 1–0     | Txecoslovàquia |
| --------------- | ------- | -------------- |
| Clarke 50' (p.) | Informe |                |